# Région de Gendarmerie des Hauts-de-France
La Région de Gendarmerie des Hauts-de-France (RGHF) est une entité militaire responsable de l'ensemble des unités de la Gendarmerie départementale et mobile basées dans la région administrative des Hauts-de-France. Ces deux niveaux de commandement s'explique par le fait que la zone de défense et de sécurité Nord est exclusivement constituée de la région des Hauts-de-France.
Elle a été créée à la suite de la fusion des anciennes régions de gendarmerie du Nord-Pas-de-Calais (RGNPC) et de Picardie (RGPIC).
5 groupements de Gendarmerie départementale (GGD), le groupement I/9 de Gendarmerie mobile (GGM I/9) et 2 sections de recherche (SR) sont subordonnés à cette unité.

## Histoire
Le 1er janvier 2016, à la suite de la réorganisation territoriale de la France, le nombre de régions métropolitaines passe de 21 régions (et la Corse) à 13. Les régions de gendarmerie départementales sont alors réorganisées afin se calquer sur les nouvelles régions administratives. Ainsi, la nouvelle région de gendarmerie, issue de la fusion des régions de gendarmerie du Nord-Pas-de-Calais et de Picardie, prend le nom provisoire de région de gendarmerie Nord-Pas-de-Calais-Picardie et son chef-lieu provisoire est fixé à Lille.
Durant une période de transition, les anciennes régions conservent l'essentiel de leurs prérogatives sous la forme de formations administratives dont le commandement est confié aux groupements chef-lieu de des anciennes régions.
Le 1er janvier 2017, la région administrative Nord-Pas-de-Calais-Picardie prend l'appellation de Hauts-de-France. Par juxtaposition, la région de Gendarmerie est également renommée de la même manière.
Le 1er septembre 2022, les formations administratives sont dissoutes et les anciennes régions de gendarmerie du Nord-Pas-de-Calais et de Picardie fusionnent totalement en tant que région de Gendarmerie des Hauts-de-France.

## Organisation

### Gendarmerie départementale
En 2022, les formations principales sont deux sections de recherche (SR) et les cinq groupements de gendarmerie départementale (GGD) correspondant aux cinq départements composant la région des Hauts-de-France.
Chaque groupement a autorité sur plusieurs compagnies de Gendarmerie départementale (CGD), un escadron départemental de sécurité routière (EDSR) et une maison de protection des familles (MPF).
- Région de Gendarmerie des Hauts-de-France (RGHF)
  - Groupement de Gendarmerie départementale de l'Aisne (GGD 02)[1]
    - Compagnie de Gendarmerie départementale de Château-Thierry
    - Compagnie de Gendarmerie départementale de Laon
    - Compagnie de Gendarmerie départementale de Saint-Quentin
    - Compagnie de Gendarmerie départementale de Soissons
    - Compagnie de Gendarmerie départementale de Vervins
    - Escadron Départemental de Sécurité Routière de l'Aisne (EDSR 02)
    - Maison de Protection des Familles de l'Aisne (MPF 02)

  - Groupement de Gendarmerie départementale du Nord (GGD 59)[2]
    - Brigade fluviale de Gendarmerie de Douai[3]
    - Compagnie de Gendarmerie départementale d'Avesnes-sur-Helpe
    - Compagnie de Gendarmerie départementale de Cambrai
    - Compagnie de Gendarmerie départementale de Douai
    - Compagnie de Gendarmerie départementale de Dunkerque
    - Compagnie de Gendarmerie départementale de Hazebrouck
    - Compagnie de Gendarmerie départementale de Lille
    - Compagnie de Gendarmerie départementale de Valenciennes
    - Escadron Départemental de Sécurité Routière du Nord (EDSR 59)
    - Maison de Protection des Familles du Nord (MPF 59)
    - Peloton Spécialisé de Protection de la Gendarmerie de Gravelines

  - Groupement de Gendarmerie départementale de l'Oise (GGD 60)[4]
    - Brigade fluviale de Gendarmerie de Noyon[5]
    - Compagnie de Gendarmerie départementale de Beauvais
    - Compagnie de Gendarmerie départementale de Chantilly
    - Compagnie de Gendarmerie départementale de Clermont
    - Compagnie de Gendarmerie départementale de Compiègne
    - Compagnie de Gendarmerie départementale de Méru
    - Compagnie de Gendarmerie départementale de Senlis
    - Escadron Départemental et de Sécurité Routière de l'Oise (EDSR 60)
    - Maison de Protection des Familles  de l'Oise (MPF 60)

  - Groupement de Gendarmerie départementale du Pas-de-Calais (GGD 62)[6]
    - Brigade nautique de Calais
    - Compagnie de Gendarmerie départementale d'Arras
    - Compagnie de Gendarmerie départementale de Béthune
    - Compagnie de Gendarmerie départementale de Calais
    - Compagnie de Gendarmerie départementale d'Écuires
    - Compagnie de Gendarmerie départementale de Saint-Omer
    - Compagnie de Gendarmerie départementale de Saint-Pol-sur-Ternoise
    - Escadron Départemental de Sécurité Routière du Pas-de-Calais (EDSR 62)
    - Maison de Protection des Familles du Pas-de-Calais (MPF 62)

  - Groupement de Gendarmerie départementale de la Somme (GGD 80)[7]
    - Compagnie de Gendarmerie départementale d'Abbeville
    - Compagnie de Gendarmerie départementale d'Amiens
    - Compagnie de Gendarmerie départementale de Montdidier
    - Compagnie de Gendarmerie départementale de Péronne
    - Escadron Départemental de Sécurité Routière de la Somme (EDSR 80)
    - Maison de Protection des Familles de la Somme (MPF 80)[8]

  - Section de recherches d'Amiens
  - Section de recherches de Lille

### Gendarmerie mobile

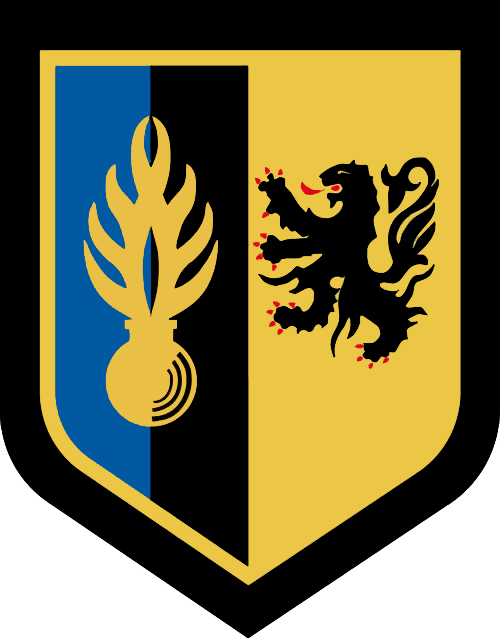
Ecusson porté par les gendarmes mobiles implantés dans la zone de défense et de sécurité Nord.

Les unités de gendarmerie mobile sont constitués d'un groupement (GGM) subordonné de 9 escadrons (EGM) :
- Région de Gendarmerie des Hauts-de-France (RGHF)
  - Groupement I/9 de Gendarmerie mobile (GGM I/9) à Arras (Pas-de-Calais)
    - Escadron 11/9 de Gendarmerie mobile (EGM 11/9) à Villeneuve-d'Ascq (Nord)
    - Escadron 13/9 de Gendarmerie mobile (EGM 13/9) à Calais (Pas-de-Calais)
    - Escadron 14/9 de Gendarmerie mobile (EGM 14/9) à Valenciennes (Nord)
    - Escadron 15/9 de Gendarmerie mobile (EGM 15/9) à Amiens (Sommes)
    - Escadron 16/9 de Gendarmerie mobile (EGM 16/9) à Saint-Quentin (Aisne)
    - Escadron 17/9 de Gendarmerie mobile (EGM 17/9) à Hirson (Aisne)
    - Escadron 18/9 de Gendarmerie mobile (EGM 18/9) à Chauny (Aisne)
    - Escadron 19/9 de Gendarmerie mobile (EGM 19/9) à Noyon (Oise)

### Unité implantée et rattachée pour emploi
Le détachement aérien (DAG) d'Amiens (Somme) est subordonnée au groupement des forces aériennes de Gendarmerie Nord (GFAG Sud-Ouest), placée sous l'autorité du commandant des forces aériennes de la Gendarmerie (CFAGN) de Vélizy-Villacoublay. Dans un même temps, cette unité est rattachée pour emploi auprès du commandant de région de Gendarmerie des Hauts-de-France.

## Écusson
A compter du 1er septembre 2022, les gendarmes des Hauts-de-France portent un écusson commun. Ce dernier combine les armoiries de la province de Picardie et du comté de Flandre. Cet écusson remplace ceux des anciennes régions Picardie et Nord-Pas-de-Calais.

Les armoires du comté de Flandre sont également présentes sur l'écusson portés par le gendarmes mobiles implantés dans la zone de défense et de sécurité Nord.

Écusson de la région de gendarmerie de Picardie reprenant les armoiries de la province du même nom.
Écusson de la région de gendarmerie Nord-Pas-de-Calais reprenant les armoiries du comté de Flandre.